# World Series FINA de plongeon 2007
Navigation
Édition 2008
L'édition 2007 des World Series FINA de plongeon, se dispute en septembre et comporte trois étapes.

## Les étapes
| Date               | Lieu      |
| ------------------ | --------- |
| 1er au 2 septembre | Sheffield |
| 7 au 8 septembre   | Mexico    |
| 15 au 16 septembre | Nankin    |

## Classement

### Hommes
| Place | Nom                | Nationalité | Point |
| ----- | ------------------ | ----------- | ----- |
| 1     | Qin Kai            | Chine       | 52    |
| 2     | Alexandre Despatie | Canada      | 44    |
| 2     | He Chong           | Chine       | 44    |

| Place | Nom               | Nationalité | Point |
| ----- | ----------------- | ----------- | ----- |
| 1     | Zhou Lüxin        | Chine       | 52    |
| 2     | Lin Yue           | Chine       | 50    |
| 3     | Jose Guerra Oliva | Cuba        | 36    |

| Place | Pays   | Point |
| ----- | ------ | ----- |
| 1     | Chine  | 81    |
| 2     | Canada | 69    |
| 3     | Cuba   | 57    |

| Place | Pays       | Point |
| ----- | ---------- | ----- |
| 1     | Chine      | 81    |
| 2     | Cuba       | 66    |
| 3     | États-Unis | 60    |

### Femmes
| Place | Nom              | Nationalité | Point |
| ----- | ---------------- | ----------- | ----- |
| 1     | Guo Jingjing     | Chine       | 54    |
| 2     | Ioulia Pakhalina | Russie      | 46    |
| 3     | Wu Minxia        | Chine       | 42    |

| Place | Nom            | Nationalité | Point |
| ----- | -------------- | ----------- | ----- |
| 1     | Chen Ruolin    | Chine       | 54    |
| 2     | Xin Wang       | Chine       | 48    |
| 3     | Émilie Heymans | Canada      | 36    |

| Place | Pays      | Point |
| ----- | --------- | ----- |
| 1     | Chine     | 81    |
| 2     | Russie    | 69    |
| 3     | Australie | 60    |

| Place | Pays      | Point |
| ----- | --------- | ----- |
| 1     | Chine     | 81    |
| 2     | Canada    | 69    |
| 3     | Australie | 57    |

## Vainqueurs par épreuve
| Étapes    | Hommes       | Hommes        | Hommes                  | Hommes                  |              | Femmes        | Femmes                       | Femmes                     | Femmes |
| Étapes    | Tremplin 3 m | Haut vol 10 m | Synchro 3 m             | Synchro 10 m            | Tremplin 3 m | Haut vol 10 m | Synchro 3 m                  | Synchro 10 m               |        |
| Sheffield | Qin Kai      | Lin Yue       | Chine Qin Kai Wang Feng | Chine Lin Yue Huo Liang | Guo Jingjing | Chen Ruolin   | Chine Wu Minxia Guo Jingjing | Chine Chen Ruolin Wang Xin |        |
| Mexico    | Qin Kai      | Zhou Lüxin    | Chine Qin Kai Wang Feng | Chine Lin Yue Huo Liang | Guo Jingjing | Chen Ruolin   | Chine Wu Minxia Guo Jingjing | Chine Chen Ruolin Wang Xin |        |
| Nanjing   | He Chong     | Zhou Lüxin    | Chine Qin Kai Wang Feng | Chine Lin Yue Huo Liang | Guo Jingjing | Chen Ruolin   | Chine Wu Minxia Guo Jingjing | Chine Wang Xin Chen Ruolin |        |